# Gmina Gniewkowo
Die Gmina Gniewkowo [ɡɲefˈkɔvɔ] ist eine Stadt-und-Land-Gemeinde im Powiat Inowrocławski der Woiwodschaft Kujawien-Pommern in Polen. Ihr Sitz ist die gleichnamige Stadt (deutsch Argenau) mit etwa 7200 Einwohnern.

## Geschichte
Im Rahmen der Ersten Teilung Polens 1772 kam das Gemeindegebiet zu Preußen. Nach dem Ersten Weltkrieg wurde es aufgrund der Bestimmungen des Versailler Vertrags im Januar 1920 an die Zweite Polnische Republik abgetreten. Nach dem Überfall auf Polen wurde es 1939 deutsch besetzt und einzelne Orte wurden umbenannt.
Die Stadt-und-Land-Gemeinde besteht seit 1975, damals kam sie bis 1998 zur Woiwodschaft Bydgoszcz.

## Gliederung
Zur Stadt-und-Land-Gemeinde Gniewkowo gehören die folgenden Dörfer mit 22 Schulzenämter und weitere Ortschaften:
| polnischer Name | deutscher Name (1815–1918)                | deutscher Name (1939–1945)                  |
| --------------- | ----------------------------------------- | ------------------------------------------- |
| Bąbolin         | Bombolin                                  | Elfengrund                                  |
| Branno          | Branno                                    | Brenne                                      |
| Buczkowo        | Buczkowo                                  | Buchenbusch                                 |
| Chrząstowo      | Eichthal                                  | Eichtal                                     |
| Dąblin          | Dombken                                   | Heidrode                                    |
| Gąski           | Gonsk 1906–1918 Eigenheim                 | Eigenheim                                   |
| Gniewkowo       | Gniewkowo 1879–1918 Argenau               | Argenau                                     |
| Godzięba        | Godziemba 1906–1918 Oberwalde             | Oberwalde                                   |
| Kaczkowo        | Kaczkowo                                  | Erpelhof                                    |
| Kawęczyn        | Alt Grabia 1906–1918 Kawentschin          | Kummersdorf                                 |
| Kępa Kujawska   | Kempa                                     | Süderkamp                                   |
| Kijewo          | Kijewo 1908–1918 Reichsmark               | Reichsmark                                  |
| Klepary         | Klepary 190?–1918 Ernsthausen             | Ernsthausen                                 |
| Lipie           | Lipie Abbau                               | Linden                                      |
| Markowo         | Markowo                                   | Marken                                      |
| Murzynko        | Klein Murzynno 1908–1918 Klein Morin      | 1939–1943 Klein Morin 1943–1945 Kleinmooren |
| Murzynno        | Groß Murzynno 1908–1918 Groß Morin        | 1939–1943 Groß Morin 1943–1945 Großmooren   |
| Ostrowo         | Ostrowo bei Argenau                       | Dietrichswerder                             |
| Perkowo         | Perkowo                                   | Mürbenfeld                                  |
| Skalmierowice   | Skalmierowice 1906–1918 Skalmierowitz     | Skaldenhof                                  |
| Suchatówka      | Deutsch Suchatowko 1908–1918 Waldow       | 1939–1943 Waldow 1943–1945 Waldowsee        |
| Szadłowice      | Schadlowitz                               | Greutingen                                  |
| Szpital         | Spital 1906–1918 Schöngrund               | Schöngrund                                  |
| Więcławice      | Wienslawitz                               | Wulfenhof                                   |
| Wielowieś       | - Wielowies - Gut Großendorf              | 1939–1943 Großendorf 1943–1945 Grotendorf   |
| Wierzbiczany    | Wierzbiczany                              | Weiden                                      |
| Wierzchosławice | Wierschoslawice 1906–1918 Wierschoslawitz | Grotendorf                                  |
| Zajezierze      | Seedorf                                   | Seedorf                                     |
| Żyrosławice     | Neudorf bei Argenau                       | Neudorf bei Argenau                         |

## Bildung
In der Stadt befinden sich eine Grundschule (Szkoła Podstawowa), eine Berufsschule (Zasadnicza Szkoła Zawodowa) und eine Sekundarschule (Gimnazjum nr.1 im. Ziemi Kujawskiej); darüber hinaus besteht eine Grundschule im Dorf Wierzchosławice. Kindergärten gibt es in der Stadt wie auch in den Dörfern Wierzbiczany, Lipie, Wierzchosławice und Murzynno.

## Persönlichkeiten
- Artur Paul (1899–1968), General-Ingenieur und Chefingenieur der Luftwaffe; geboren in Alt Grabia.